# جورج إيدز
جورج كولمان إيدز الثالث (بالإنجليزية: George Eads)‏ (ولد في 1 مارس 1967)، ممثل أمريكي، اشتهر بدوره نيك ستوكس في مسرحية شرطة سي اس آي: التحقيق في موقع الجريمة.

## روابط خارجية
- جورج إيدز على موقع IMDb (الإنجليزية)
- جورج إيدز على موقع ألو سيني (الفرنسية)
- جورج إيدز على موقع أول موفي (الإنجليزية)
- جورج إيدز على موقع قاعدة بيانات الأفلام السويدية (السويدية)
- جورج إيدز على موقع إن إن دي بي (الإنجليزية)
- جورج إيدز على موقع قاعدة بيانات الفيلم (الإنجليزية)
- جورج إيدز على موقع كينوبويسك (الروسية)